# Sân bay Đan Đông

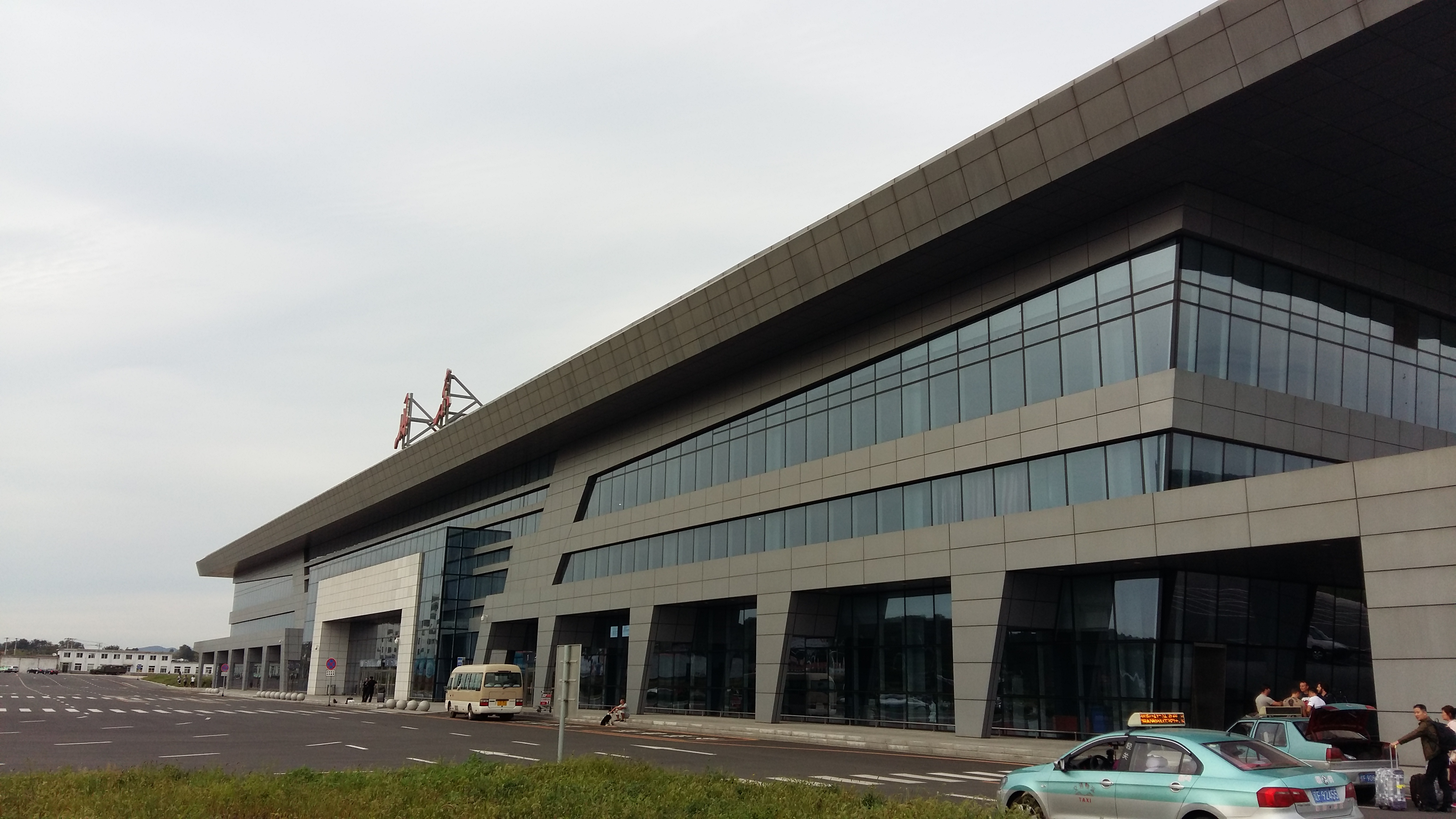
Khu vực bên ngoài sân bay Đan Đông

Sân bay Đan Đông là một sân bay ở địa cấp thị Đan Đông, tỉnh Liêu Ninh, Cộng hòa Nhân dân Trung Hoa (IATA: DDG, ICAO: ZYDD).
Trong Chiến tranh Triều Tiên, sân bay này từng là căn cứ chính của Không quân Quân Giải phóng Nhân dân Trung Quốc và Không quân Nhân dân Triều Tiên, và được sử dụng để phòng thủ các tuyến tiếp tế qua sông Áp Lục đến thành phố Sinuiju của Triều Tiên và tham gia các cuộc tấn công. Máy bay của Không quân Hoa Kỳ ở khu vực được gọi là Hành lang MiG.
Ngày 29 tháng 4 năm 1985, sân bay chính thức bắt đầu hoạt động dân dụng.

## Các hãng hàng không và các điểm đến
- Air China (Bắc Kinh-Đại Hưng)
- China Express Airlines (Trùng Khánh, Dương Châu)
- China Eastern Airlines (Thượng Hải-Hồng Kiều, Uy Hải)
- China Southern Airlines (Thượng Hải-Phố Đông, Thâm Quyến)
- Shanghai Airlines (Thanh Đảo, Thượng Hải-Hồng Kiều, Yên Đài)

Sân bay Đan Đông đón các chuyến bay quốc tế từ đầu năm 2007.
- China Southern Airlines (Seoul-Incheon)(theo mùa).